# جيمس جي. ودوارد
جيمس جي. ودوارد هو سياسي أمريكي، ولد في 14 يناير 1845، وتوفي في 29 أغسطس 1923.